# Loi des cotangentes

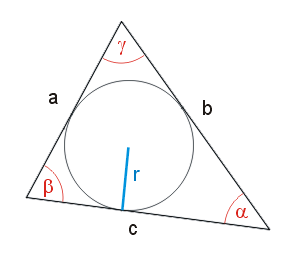
Fig. 1. Notations usuelles dans un triangle.

Fig. 2. Six triangles rectangles.

En géométrie du triangle, la loi des cotangentes est une relation entre les longueurs a, b et c des côtés d'un triangle et les cotangentes de ses angles moitiés α/2, β/2 et γ/2 :
où p = a + b + c/2 désigne le demi-périmètre et r le rayon du cercle inscrit.

## Démonstration
Découpons le triangle (cf. Fig. 2) en six triangles rectangles, symétriques deux par deux par rapport aux bissectrices et de côtés (AM, r, x), (BM, r, y) et (CM, r, z), avec x + y = c, y + z = a et z + x = b. Alors, 2x + a = 2x + y + z = b + c donc x = b + c – a/2 = p – a donc cot(α/2) = x/r = p – a/r donc cot(α/2)/p – a = 1/r.
De même, cot(β/2)/p – b = 1/r et cot(γ/2)/p – c = 1/r.

## Corollaire
On déduit de la loi des cotangentes une expression du rayon r du cercle inscrit, en fonction des longueurs des côtés (et de leur demi-somme p) :
En effet, la somme des angles α/2, β/2 et γ/2 est égale à π/2 donc sa cotangente est nulle, c'est-à-dire (d'après la formule d'addition pour les cotangentes) que le produit et la somme des cotangentes de ces trois angles sont égaux, donc
{\displaystyle (p-a)(p-b)(p-c)=r^{3}\cot({\tfrac {\alpha }{2}})\cot({\tfrac {\beta }{2}})\cot({\tfrac {\gamma }{2}})=r^{3}\left[\cot({\tfrac {\alpha }{2}})+\cot({\tfrac {\beta }{2}})+\cot({\tfrac {\gamma }{2}})\right]=r^{2}\left[(p-a)+(p-b)+(p-c)\right]=r^{2}p,}
d'où l'expression annoncée.
Puisque (cf. Fig. 2) l'aire du triangle est S = rp, cette expression de r équivaut à la formule de Héron :